# Berzétey Ilona
Hegedűsné Berzétei Ilona, született: Galaskó Ilona, névváltozat: Bilibárd Ilona (Budapest, 1874. május 3. – Budapest, Erzsébetváros, 1962. december 18.) színésznő.

## Életútja
Galaskó Márton és Stefanoczky Anna Mária leányaként született. Horváth Zoltán színiiskolájába járt. Pályafutását 1895-ben kezdte, 1897-ben a Népszínházban lépett fel, 1899-től a Vígszínház tagja volt. 1901. október 26-án Budapesten, a Terézvárosban házasságot kötött Hegedűs Gyula színésszel. Férje halálát követően, 1934-ben tért vissza a színpadra a Kamara Színházban. A Vígszínház mellett nyitotta meg trafikját, később Máriabesnyőre költözött. Utolsó éveit a Jászai Mari Színészotthonban töltötte.

## Fontosabb színházi szerepei
- Vidaubanné (Feydeau: Osztrigás Mici)
- Kranz Klári (Heltai Jenő: A masamód)
- Malvin néni (Heltai Jenő: A Tündérlaki lányok)

## Filmszerepei
- A táncz (1901) – táncos
- A víg özvegy (1912) – Nóra
- A munkászubbony (1914) – Hornyainé (más forrás szerint: Horvainé)